# Myoporeae
Myoporeae Rchb., 1837 è una tribù di piante angiosperme appartenenti alla famiglia delle Scrophulariaceae.
La classificazione tradizionale (sistema Cronquist) riconosceva a questo raggruppamento il rango di famiglia a sé stante (Myoporaceae).

## Etimologia
Il nome della tribù deriva dal suo genere tipo Myoporum Banks & Sol. ex Forster f.., 1786. "Myoporum" deriva dal greco μυω myo = chiudersi e πόρος poros = poro,  e fa riferimento alle vescicole traslucide presenti sulle foglie delle specie di questo genere (simili a pori chiusi). In realtà sono delle piccole tasche ripiene di olii essenziali.
Il nome scientifico della tribù è stato definito dal botanico, ornitologo e illustratore tedesco Heinrich Gottlieb Ludwig Reichenbach (8 gennaio 1793 – 17 marzo 1879) nella pubblicazione "Handbuch des Naturlichen Pflanzensystems: 196. 1-7" del 1837.

## Descrizione

### Portamento
Il portamento delle specie di questa tribù è arbustivo (prostrato o eretto) o formato da piccoli alberi. La superficie in genere è glabra oppure papilloso-ghiandolare oppure è ricoperta da tricomi semplici o ramificati tipo stellato, oppure è villosa o ghiandolare. Spesso sono presenti agglomerati sporgenti di resina incorporati nelle parti vegetative o floreali.

### Foglie

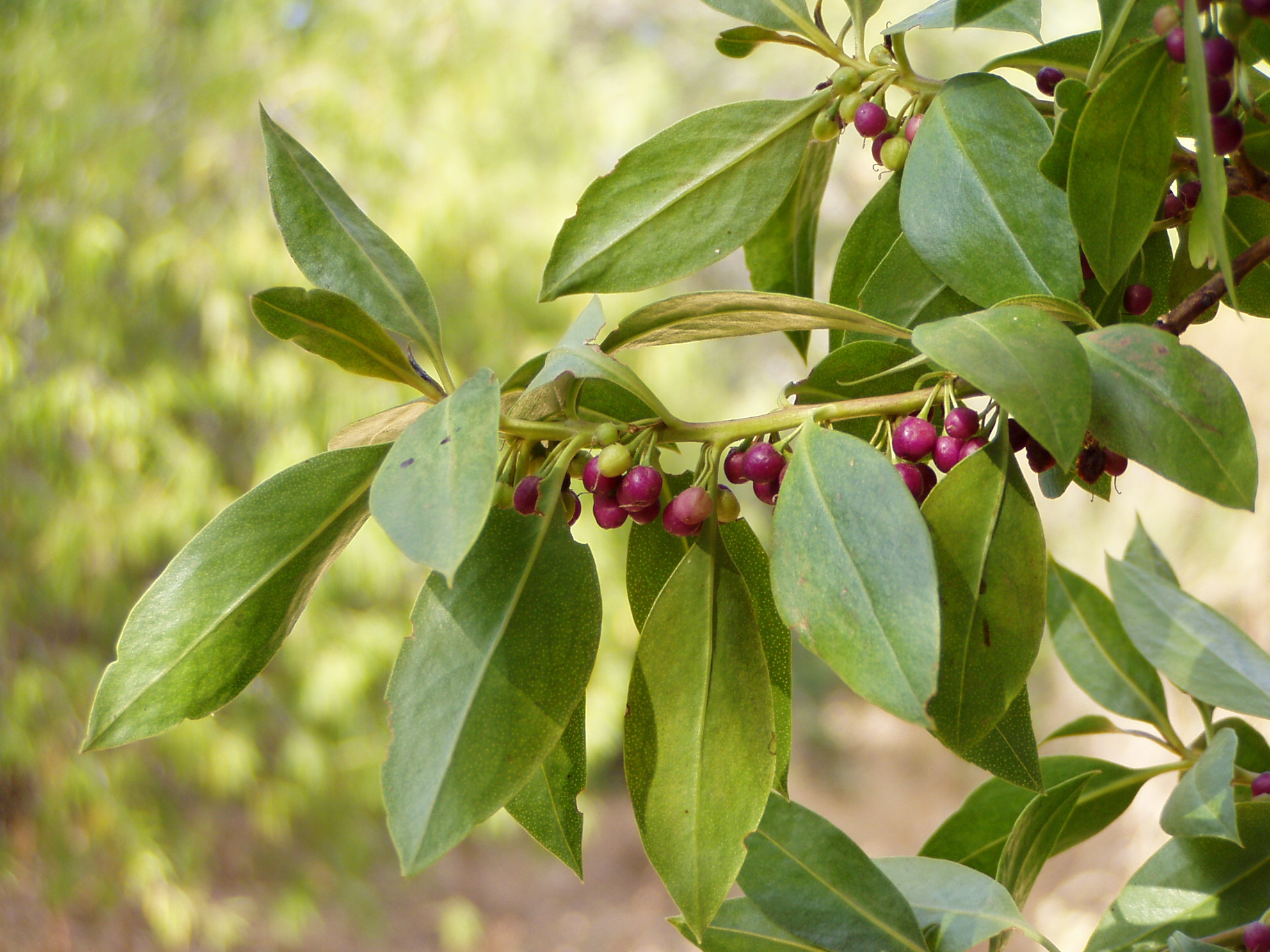
Le foglie
Myoporum laetum

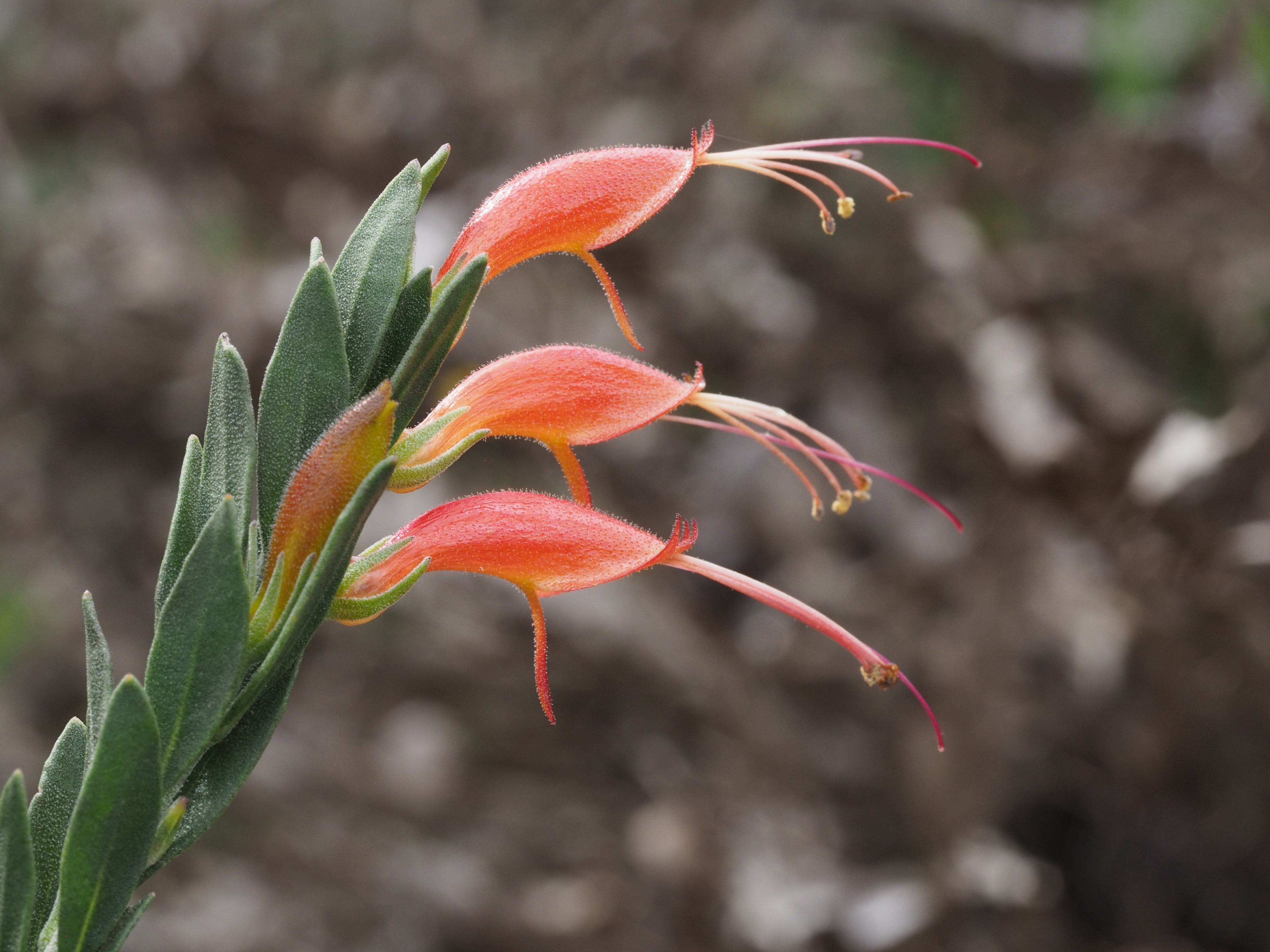
Infiorescenza
Eremophila glabra

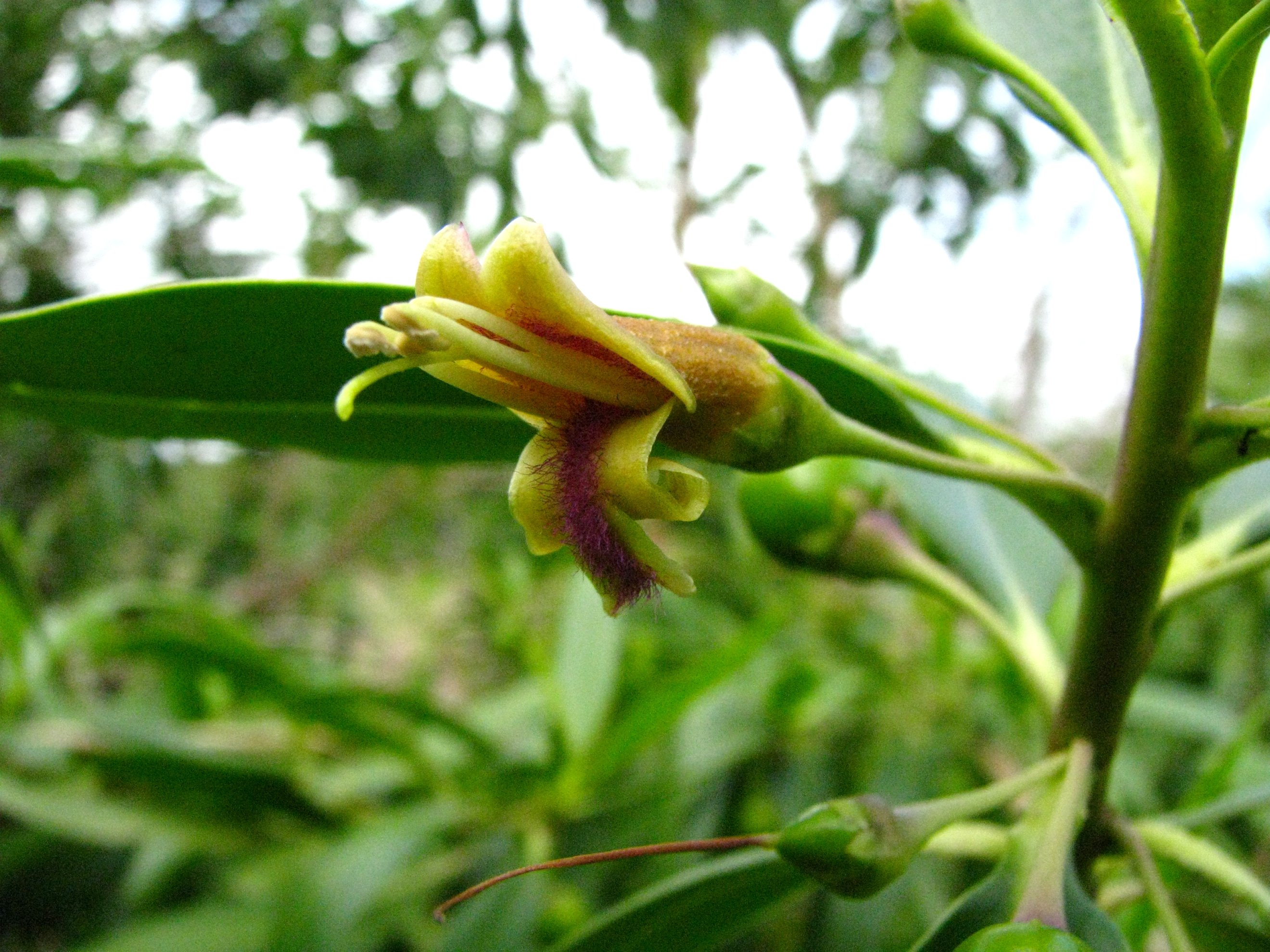
I fiori
Bontia daphnoides

Le foglie, da sessili a picciolate, sono semplici con portamento da alternato a dense spirali; più raramente la disposizione è opposta (o anche sormontata). La forma della lamina varia da lineare-lanceolata ad ampiamente ovata con apici acuti. I bordi sono interi, seghettati, crenati o (raramente) lobati. La superficie può essere da glabra a finemente pubescente. Gli stomi si trovano o su entrambe le facce o solamente su una. Le stipole sono assenti.

### Infiorescenze
Le infiorescenze sono tirsoidi con delle cime dicasiali fascicolate ridotte con 1 - 12 fiori ascellari. In Bontia le brattee sono frondose, in altre specie sono assenti.

### Fiori
I fiori, ermafroditi (raramente sono funzionalmente maschili o femminili) più o meno zigomorfi, sono tetraciclici (ossia formati da 4 verticilli: calice– corolla – androceo – gineceo), pentameri (i verticilli del perianzio hanno più o meno 5 elementi ognuno). I fiori in genere sono piccoli a parte il genere Pentacoelium e il peduncolo è ridotto o mancante.
- Formula fiorale:

X K (4-5), [C (2+3) A 5 o 2+2 o 2], G (2), supero, capsula.
- Il calice, gamosepalo (i sepali sono basilarmente connati a volte embricati), ha una forma campanulata (raramente formano un profondo tubo) e termina con cinque distinti lobi (o 4 o 6 - 9). I lobi sono da uguali a subuguali tra di loro. La forma dei lobi è per lo più triangolare oppure ovata. Il calice è più o meno persistente.

- La corolla, di tipo gamopetalo (i petali sono concresciuti), è formata da un tubo campanulato (corto, oppure lungo e incurvato) o (raramente) urceolato terminante con cinque lobi a disposizione bilabiata (corolla zigomorfa) oppure tutti uguali a disposizione patente (corolla attinomorfa); i lobi possono essere anche a disposizione embricata oppure subruotati. Nelle corolle bilabiate il labbro superiore è formato da 2 - 4 lobi, quello inferiore da 1 - 3 lobi. Il colore varia dal bianco, al rosa, al giallo, al lillacino o violetto. A volte i petali internamente (verso la base) sono punteggiati di rosso scuro.

- L'androceo è formato da 4 (fino a 8) stami didinami. Eventualmente è presente uno staminoide. I filamenti, a struttura filiforme e adnati al tubo della corolla (alternati ai lobi della corolla), sono sporgenti o inclusi. Le dueteche delle antere (antere biloculari), reniformi, sono libere, sagittate, con portamento confluente (in Bontia e Eremophila talvolta sono divergenti) e si aprono per mezzo di una fessura longitudinale (loculicida o raramente traversale). I granuli pollinici sono del tipo tricolporato.

- Il gineceo è bicarpellare (sincarpico - formato dall'unione di due carpelli connati). L'ovario (biloculare) è supero con forme ovoidi e superficie glabra.  A causa della divisione dell'ovario i loculi diventano da 3 fino a 10. Gli ovuli sono da 2 a 8 per loculo, pendenti e anatropi. Lo stilo ha uno stigma con forme capitate o bilobate. Il disco nettarifero in genere è presente.

### Frutti
I frutti sono delle capsule indeiscenti (raramente sono semi-deiscenti); oppure sono dei subschizocarpi secchi o simili a drupe con mesocarpo carnoso o acquoso. L'endocarpo è legnoso. I semi, piccoli, alati e testa reticolata, hanno un embrione diritto e leggermente curvo. L'endosperma è assente o scarso. In alcune specie del genere Myoporum i frutti presentano delle camere di galleggiamento.

## Biologia
Le specie di questo raggruppamento si riproducono per impollinazione tramite insetti (impollinazione entomogama), specialmente imenotteri (Euryglossa).
I frutti carnosi sono dispersi dagli animali - dispersione zoocoria (per lo più uccelli - dispersione ornitocoria); i semi cadendo (dopo aver eventualmente percorso alcuni metri a causa del vento - dispersione anemocora) a terra sono dispersi soprattutto da insetti tipo formiche (disseminazione mirmecoria).

## Distribuzione e habitat
La distribuzione delle specie di questa tribù è relativa all'America tropicale, Asia meridionale e Australia con habitat per lo più tropicali. Il 95% delle specie è endemico del continente australiano.

## Tassonomia
La famiglia delle Scrofulariacee comprende 59 generi e oltre 1800 specie. La famiglia è caratterizzata soprattutto dai fiori zigomorfi (bilabiati), dai sepali e petali connati, dagli stami in numero di 4 (un quinto è staminoide), dai filamenti adnati alla corolla, dalle antere biloculari e dall'ovario formato da 2 carpelli.
La tribù Myoporeae si compone di 4 generi e circa 290 specie:
- Bontia L., 1763  (1 sp.)
- Eremophila R. Br., 1810  (251 spp.)
- Glycocystis Chinnock, 2007 (1 sp.)
- Myoporum Banks & Sol. ex Forster f., 1786  (36 spp.)

Il genere monospecifico Androya H. Perrier, 1952, endemico del Madagascar, in passato incluso in questo raggruppamento, è attualmente segregato in una tribù a sè stante (Androyeae Olmstead, 2023).

### Alcune specie

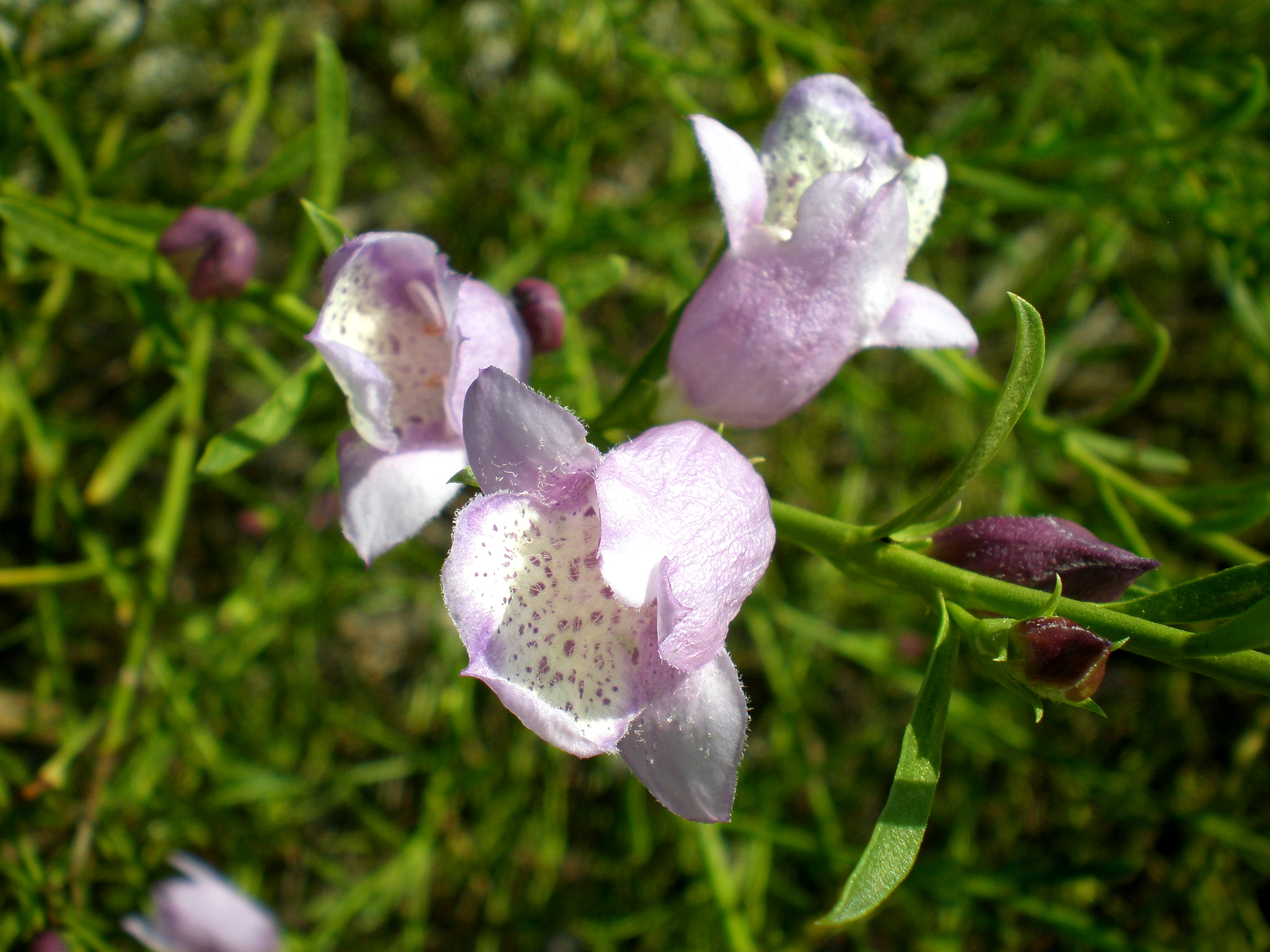
Eremophila divaricata
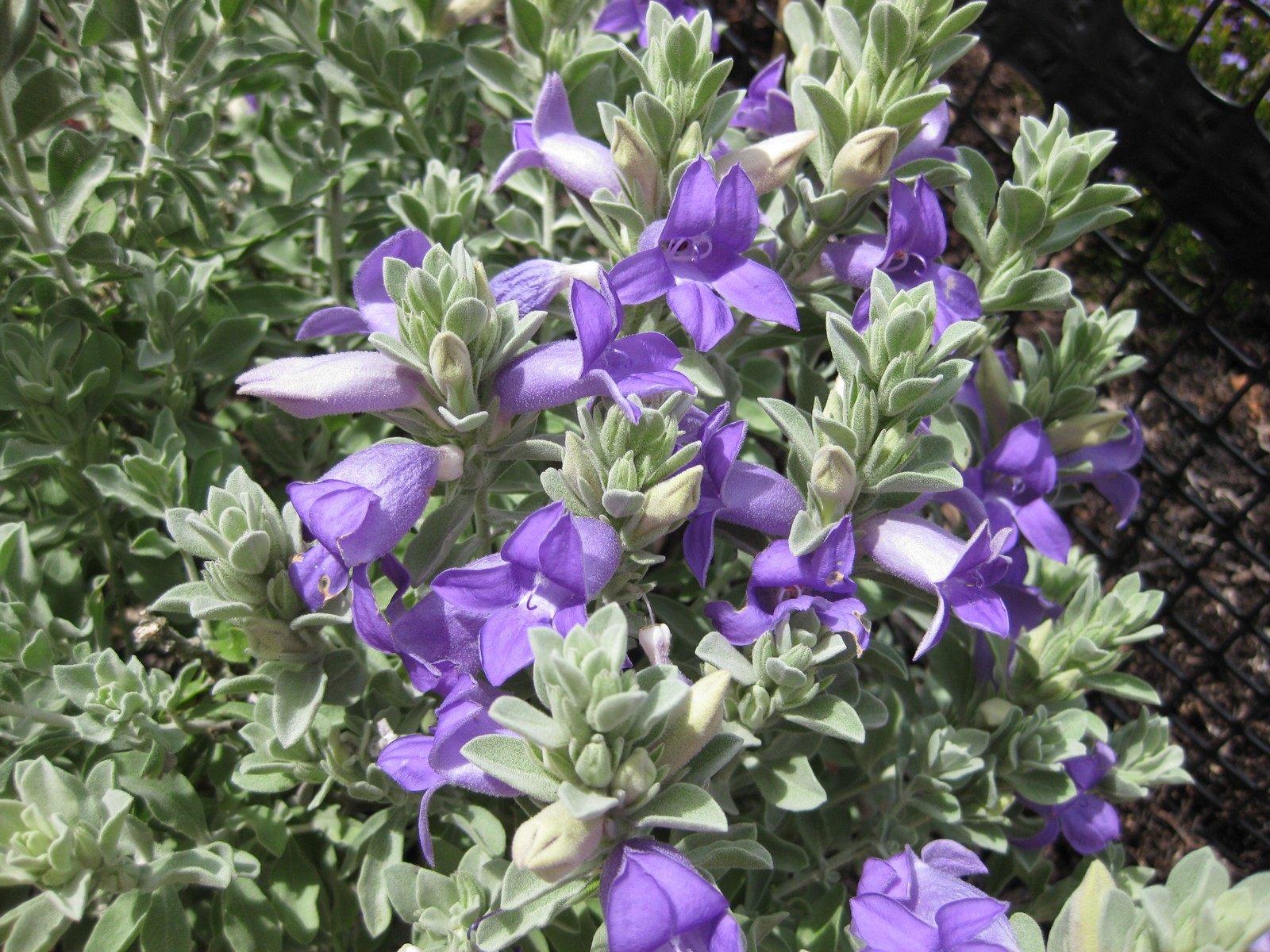
Eremophila hygrophana
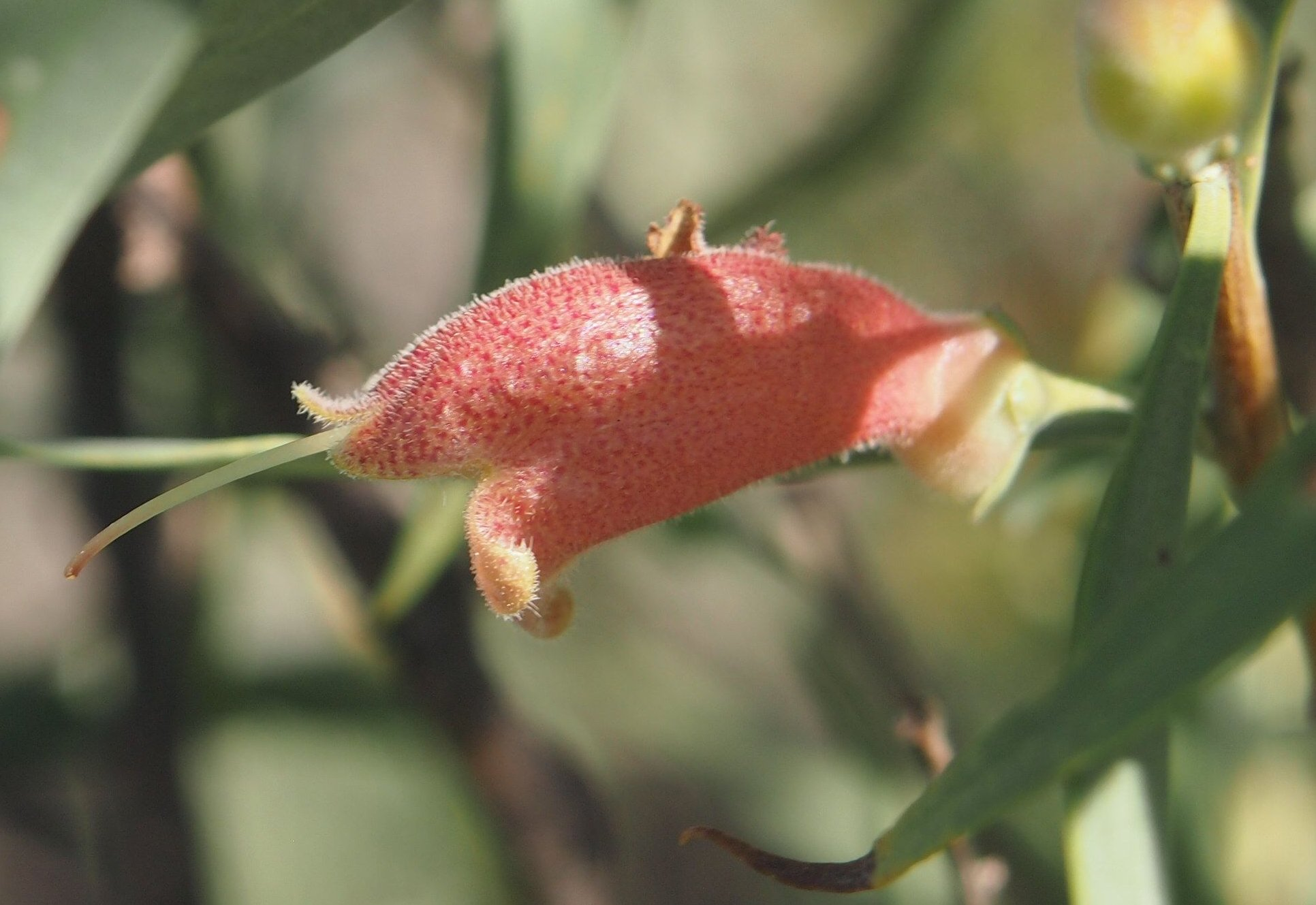
Eremophila longifolia
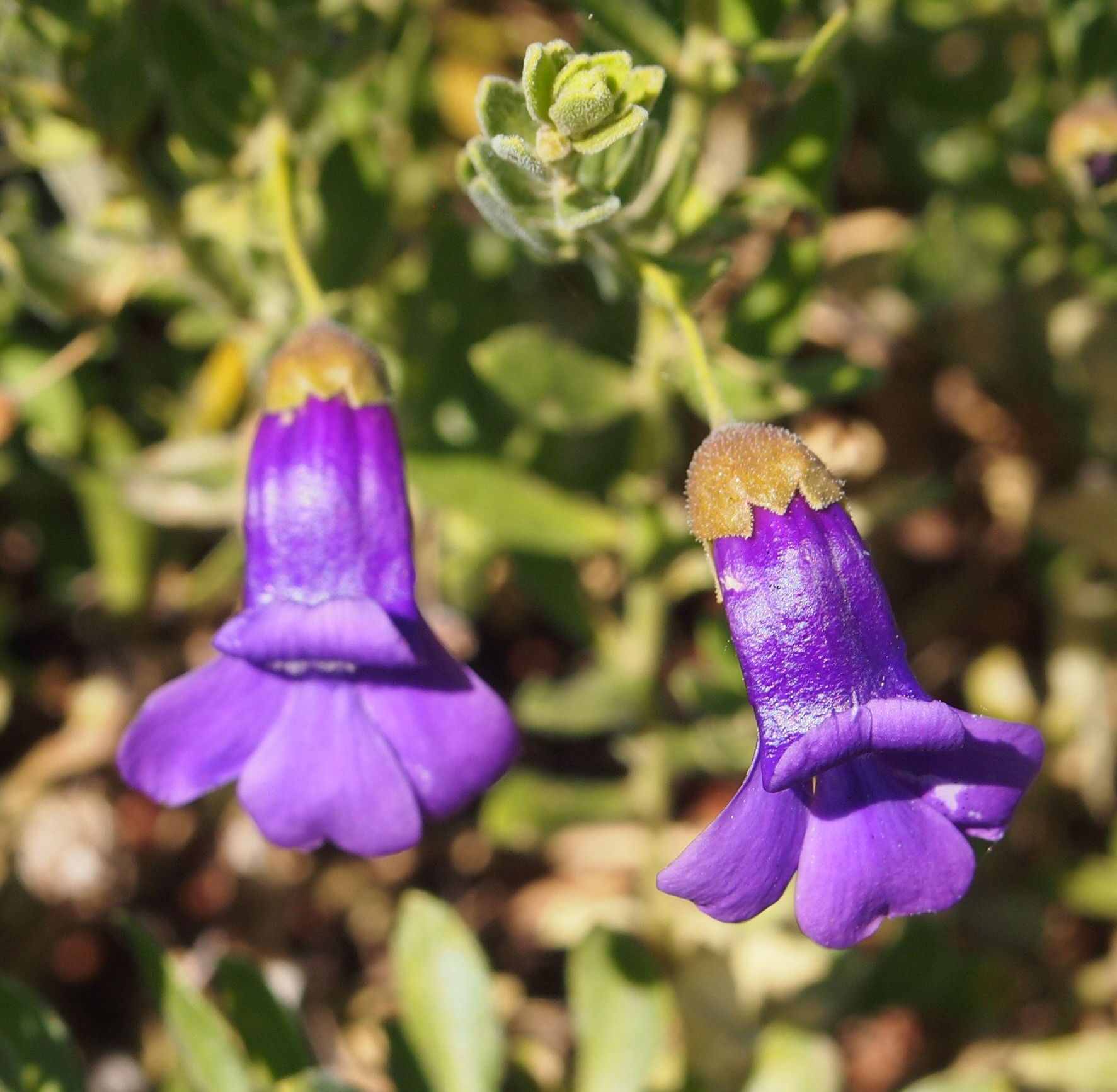
Eremophila macdonnellii
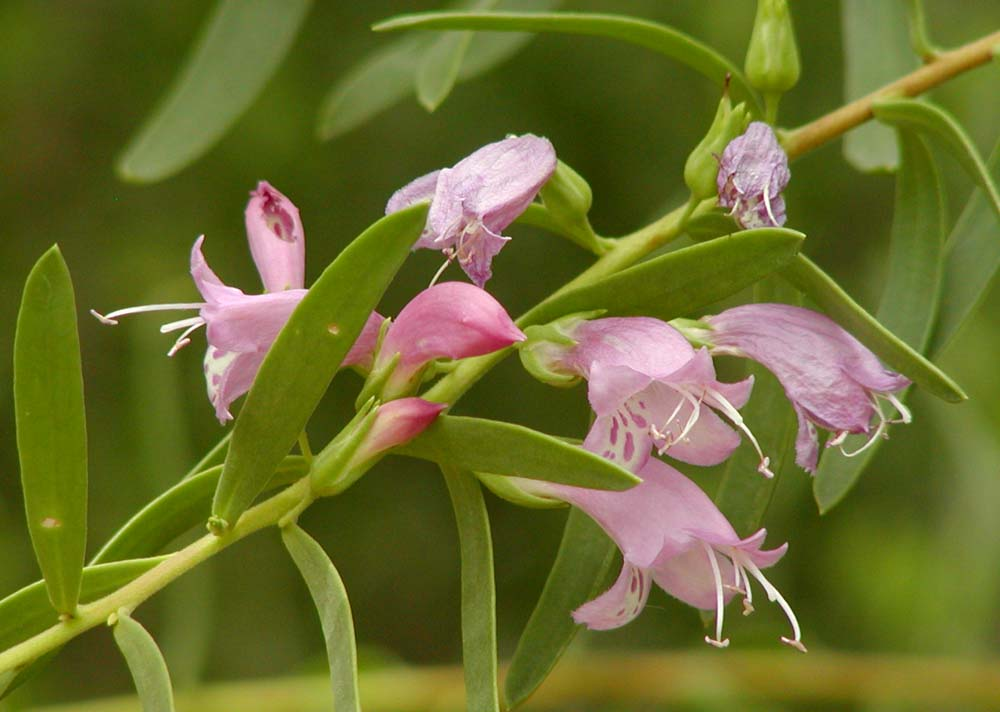
Eremophila maculata
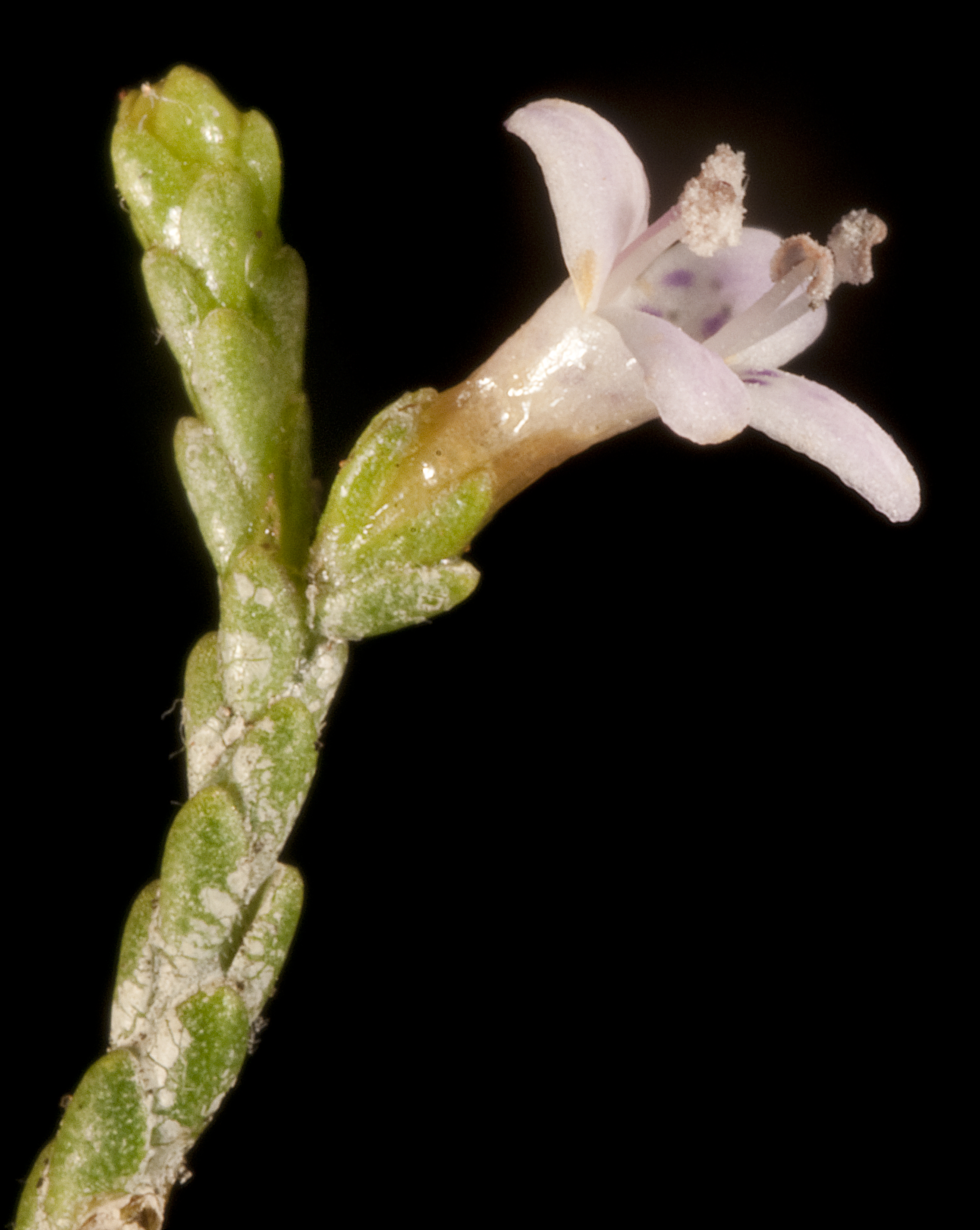
Eremophila microphylla
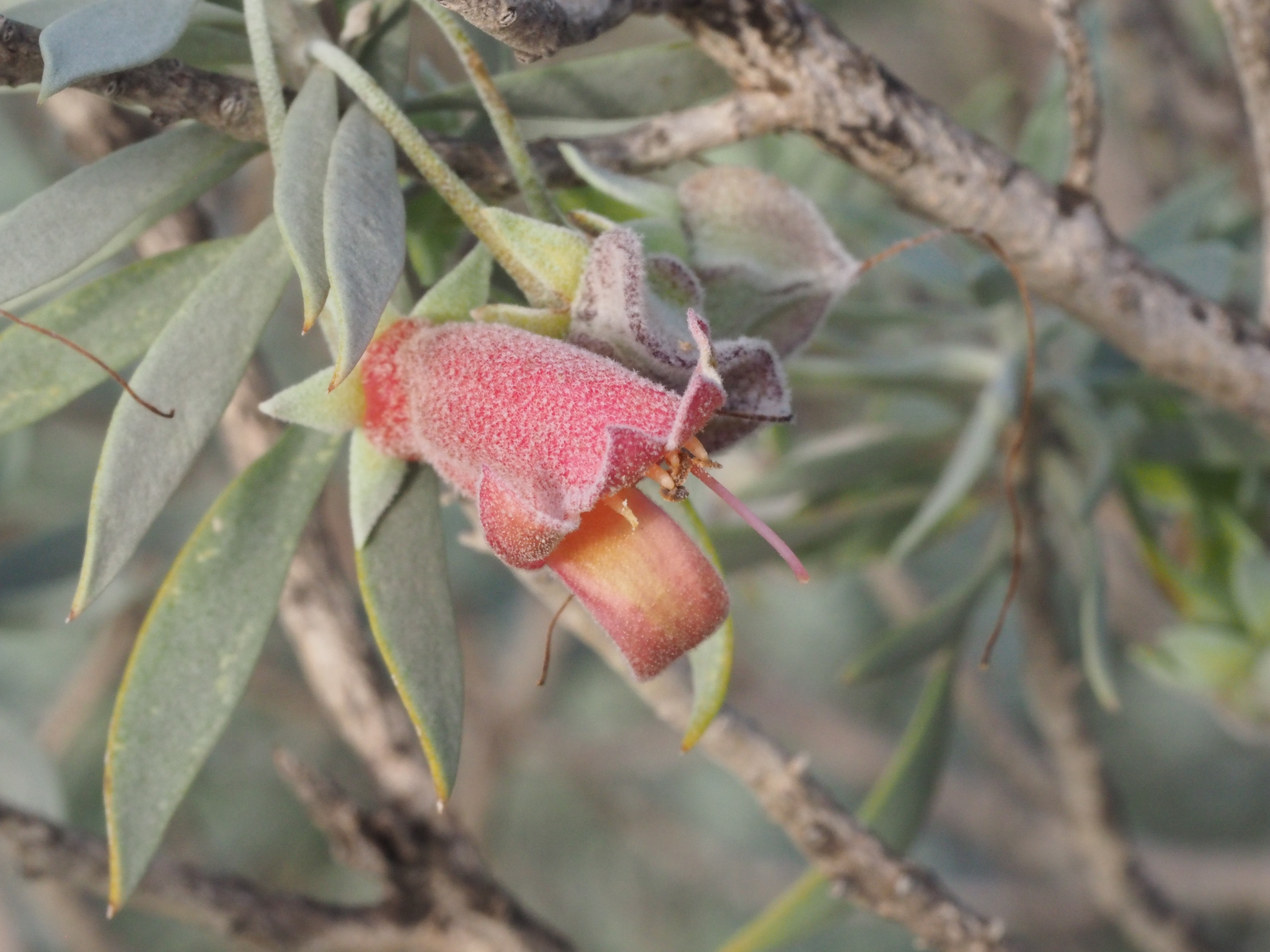
Eremophila pterocarpa
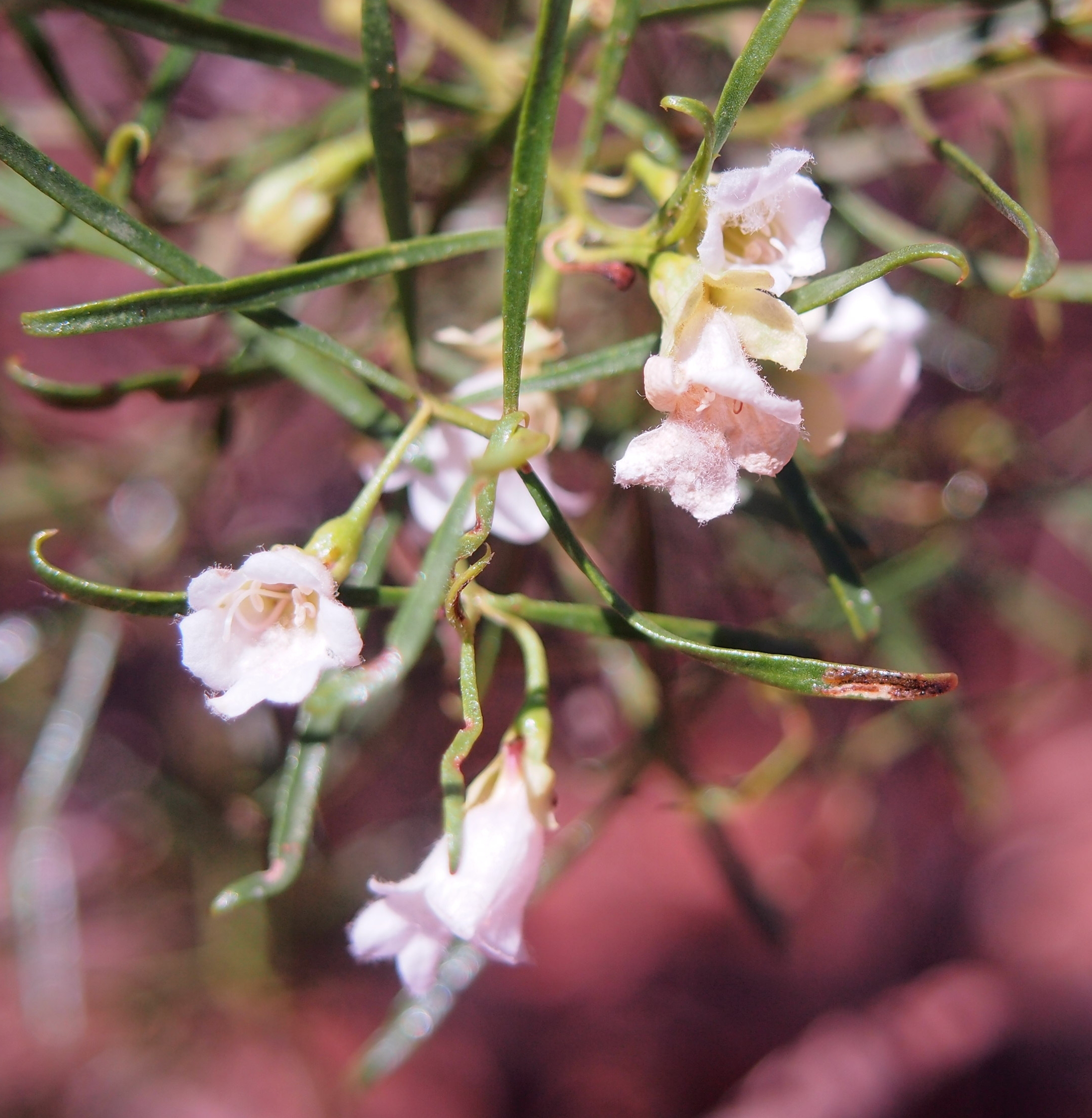
Eremophila sturtii
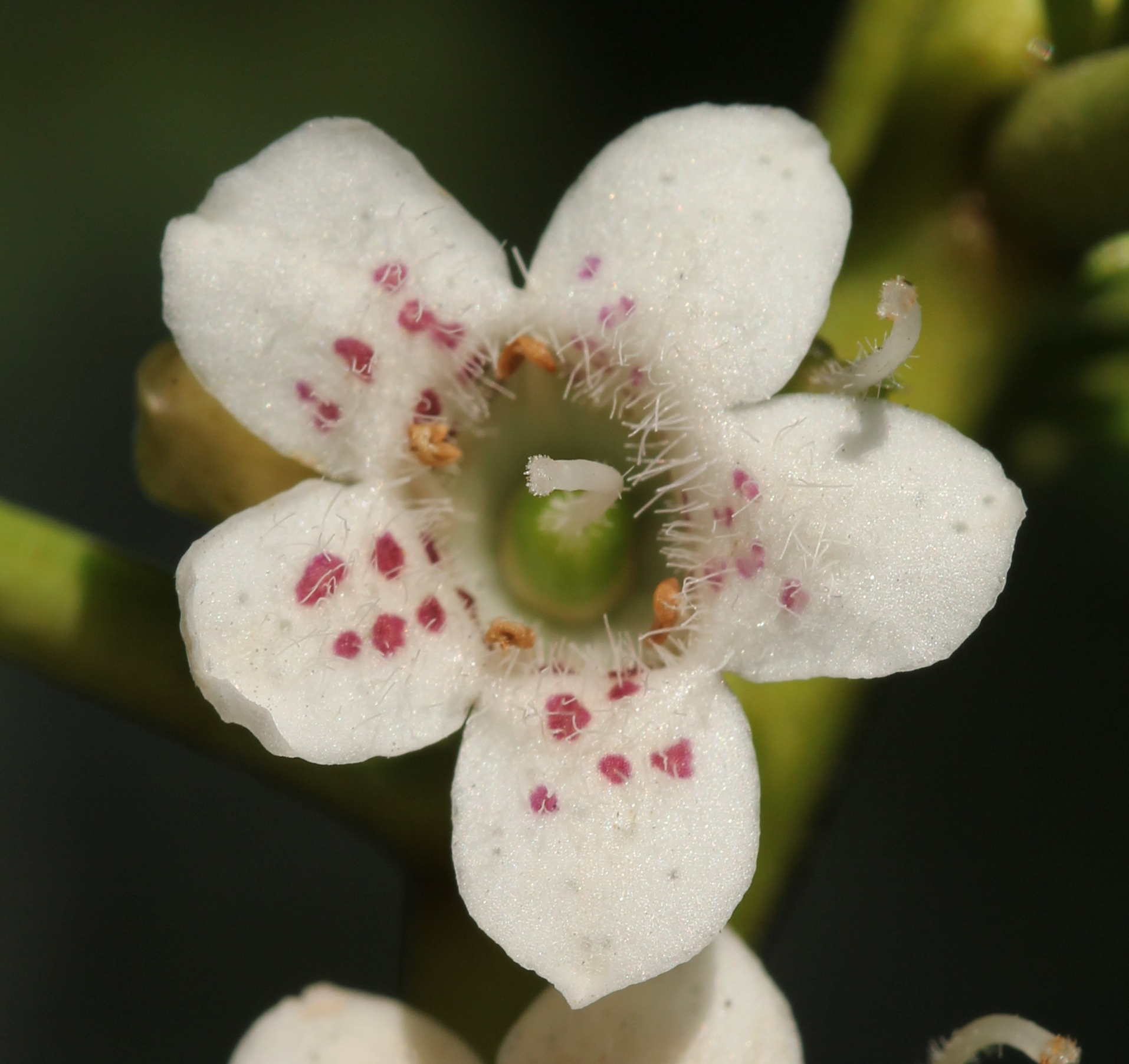
Myoporum laetum
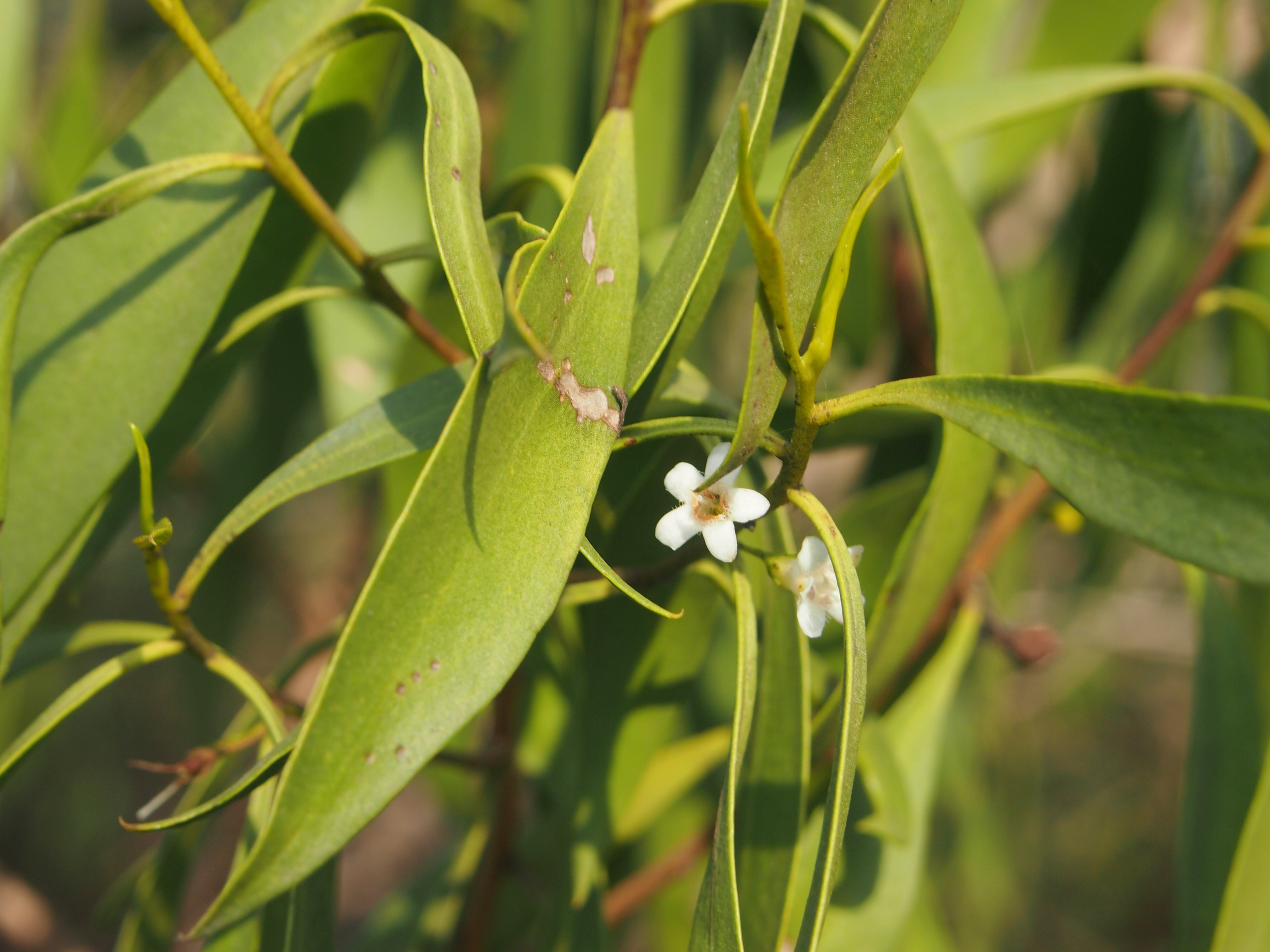
Myoporum montanum
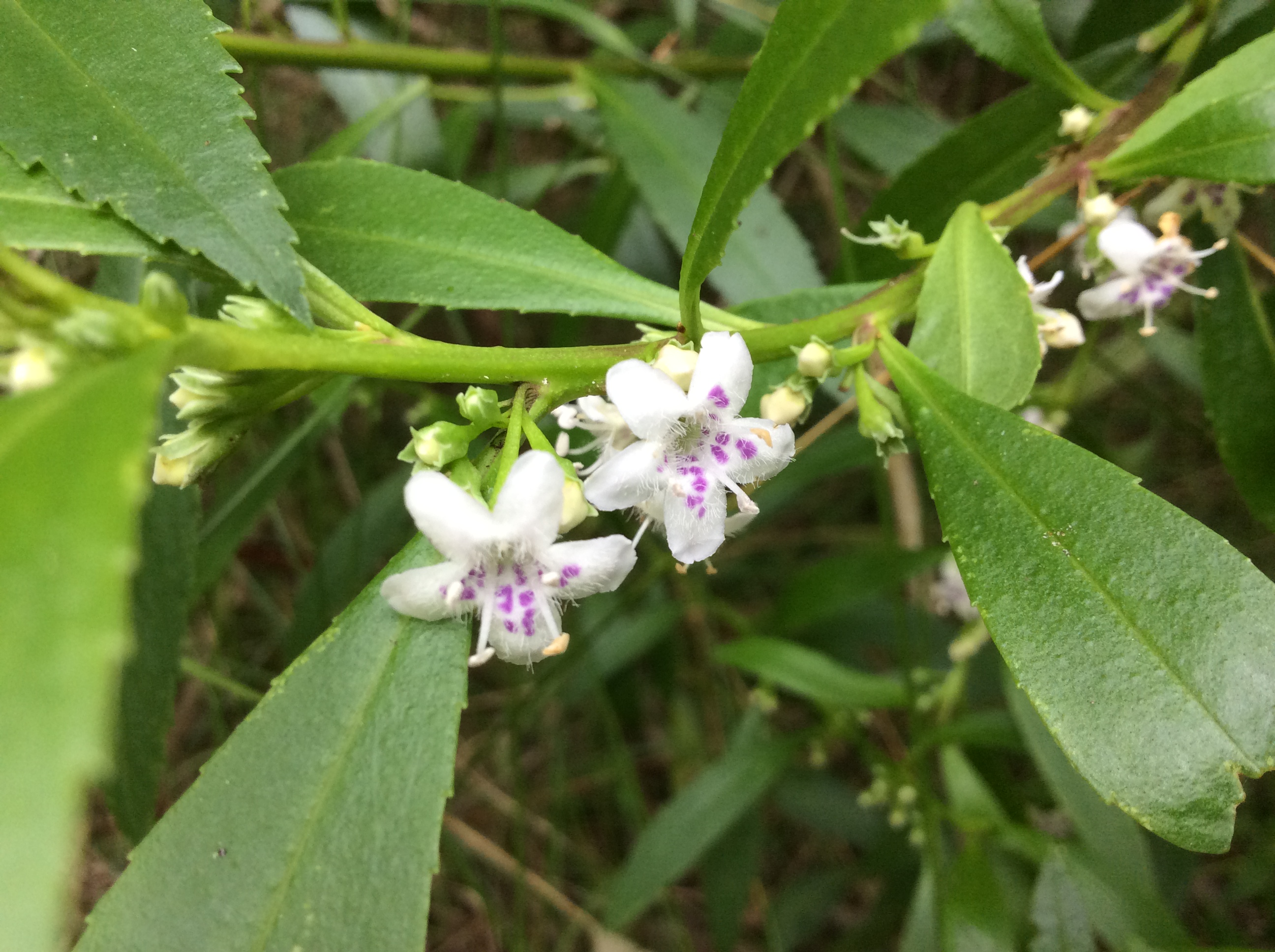
Myoporum tetrandrum

## Usi
L'interesse per queste piante è minimo e limitato al giardinaggio. A scopo ornamentale è stata usata la specie Myoporum parvifolium in Francia fin dalla fine del 1800. Nelle zone mediterranee è molto ricercato per le siepi l'arbusto Myoporum laetum, originario della Nuova Zelanda, pianta sempreverde con una rigogliosa vegetazione. Myoporum sandwicense è usato nell'industria del legno per la sua profumazione simile al sandalo. Della lacca si estraee da Myoporum platycarpum. A volte con scopo di rimboschimento si usano le specie Myopurm serratum, Myoporum montanum e Myoporum insulare.